# Aeroportul Borongan
Aeroportul Borongan (IATA: BPA, ICAO: RPVW) este un aeroport din Borongan⁠(d), Eastern Samar⁠(d), Eastern Visayas⁠(d), Filipine ce deservește zona Borongan⁠(d). Aeroportul a fost tranzitat în 2022 de 455 de pasageri. A fost numit după zona deservită.
Situat la o altitudine de 4 m, aeroportul dispune de o singură pistă.